# Gunnar Helm
Gunnar Helm (Englewood, 6 settembre 2002) è un giocatore di football americano statunitense che milita nel ruolo di tight end per i Tennessee Titans della National Football League (NFL).

## Carriera universitaria
Nella sua prima stagione a Texas nel 2021, Helm disputò 12 partite, senza fare registrare alcuna ricezione. Nel 2022 disputò come titolare 4 gare su 13, con 5 ricezioni per 44 yard. Nel terzo turno della stagione 2023 fece registrare una ricezione da 13 yard dopo la quale i Longhorns segnarono un touchdown nella vittoria su Wyoming. Chiuse la stagione con 6 gare su 14 come titolare, con 14 ricezioni per 192 yard e 2 marcature. Nel secondo turno della stagione 2024 disputò uno delle sue migliori gare con 7 ricezioni per 98 yard e un touchdown nella vittoria su Michigan Wolverines. A fine anno fu inserito nella seconda formazione ideale della Southeastern Conference dopo 60 ricezioni per 786 yard e 7 touchdown in 16 gare, tutte come titolare.

## Carriera professionistica

### Tennessee Titans
Helm fu scelto nel corso del quarto giro (120º assoluto) del Draft NFL 2025 dai Tennessee Titans.